# Rio Cetea (Galda)
O Rio Cetea é um rio da Romênia, afluente do Galda, localizado no distrito de Alba.